# Микрокурс
Микрокурс  — самостоятельный блок контента, цель которого дать знания и рекомендации по конкретной теме в ограниченном формате.
Микрокурс — это часть микрообучения, поэтому можно выделить несколько форматов микрокурсов. Например, чек-листы, часто задаваемые вопросы, тесты, видеоролики длиной не более 10 минут и другие.
Появление микрокурсов стало возможным благодаря развитию таких технологий, как Интернет и мобильные приложения, которые позволяют создавать и распространять обучающий контент.

### История
Первые микрокурсы были созданы ещё в конце 1960-х годов в университетах США, где они использовались для обучения студентов новым технологиям и тенденциям. Источником информации о первых микрокурсах может служить статья «Microlectures: A New Way to Teach Computer Science», опубликованная в журнале «Computer Science Education» за май-июнь 1969 года.
В 1970-х годах микрокурсы стали более популярными. Многие компании начали создавать свои собственные курсы, чтобы помочь сотрудникам освоить новые технологии и методы работы. Например, компания IBM создала свой первый микрокурс по использованию компьютеров в бизнесе в 1972 году. С тех пор микрокурсы стали неотъемлемой частью многих сфер: бизнеса, образования и саморазвития.
В связи с активным развитием Интернета и системы дистанционного образования в 2004 году впервые появился термин микрокурсы, или микрообучение от английского microlearning. Этот термин был упомянут в работе Герхарда Гасслера «Интегрированное микрообучение: обзор основного метода и первые результаты». 

### Статистика
По данным Dash 75% людей смотрят короткие видеоролики на своих мобильных устройствах. По данным Siegemedia около 40% пользователей предпочитают именно видеоролики длиной от 30 секунд до одной минуты.  Это говорит о том, что контент и знания людям удобнее получать в коротком видеоформате. Телефон помогает это делать, так как всегда под рукой.
По данным Emergen Research ожидается, что на микрообучение будет приходиться значительно большая доля доходов, так как растёт спрос на краткосрочные курсы для следующих сфер: производство, здравоохранение, банковское дело, финансовые услуги и страхование. 

### Составляющие
Микрокурс имеет основные составляющие: время, объём учебного материала, формат занятий и постоянство.
Для микрокурса характерны:
- доступность материалов в любой момент времени,
- наглядность и интерактивность,
- гибкость и мобильность процесса обучения.

### Цели
Микрообучение очень популярно, потому что его формат больше всего подходит для работы нашего мозга. Об этом писал Эббингауз, Кривая забывания. Хорошие микрокурсы включают в себя только нужный контент по теме без воды.
Поскольку у пользователей Интернета неограниченные возможности по поиску нужной информации, концепция быстроты всё больше и больше становится актуальной.
Общие цели микрокурсов:
- Помогают не только студентам, но и пользователям в освоении новых знаний и навыков.
- Предоставляют возможности для сотрудников разных компаний обучаться без отрыва от рабочего места.

### Задачи
Микрокурсы способствуют:
- запоминанию нужного материала через повторение;
- получению знаний, которые можно сразу использовать;
- изучению "порциями" небольших тем или фундаментальных знаний.

### Преимущества
- Удобство и доступность. Микрокурсы доступны независимо от места нахождения человека. Это позволяет учиться в своём собственном темпе и в удобное для себя время.
- Лаконичность. В микрокурсах только чёткие знания.
- Развлекательный и динамичный формат обучения. За счёт наглядности и интерактивности человек чувствует меньше давления со стороны системы обучения.
- Экономия денег. Микрокурсы в разы стоят дешевле, так как их можно смотреть онлайн без необходимости куда-то ехать.
- Быстрое получение новых знаний и навыков. Это способствует более быстрому развитию по карьерной лестнице или пониманию тех или иных вопросов.
- Простой способ вспомнить забытые знания, а также легко усвоить и запомнить новую информацию.
- Обучение здесь и сейчас.

### Рынок
Рынок микрообразования — относительно новый и динамичный сектор в сфере образования. Он начал активно развиваться в последние несколько лет, привлекая всё больше внимания со стороны образовательных учреждений и экспертов.
Основные игроки на рынке микрообразования - малые и средние предприятия, которые создают курсы для обучения своих сотрудников новым технологиям и методам работы.

### Проблемы
На рынке микрообразования существует несколько проблем, которые могут повлиять на его развитие и успех:
- Недостаточное финансирование, так как сфера относительно молодая.
- Ограниченный выбор качественных микрокурсов несмотря на разнообразие.
- Технические проблемы, так как применяемые технологии в микрокурсах могут быть не до конца развитыми.
- Микрообучение — это решение всех задач. Микрокурсы хороши для помощи в конкретный момент времени и для конкретной задачи.